# Crni guan
Crni guan (lat. Chamaepetes unicolor) je vrsta ptice iz roda Chamaepetes, porodice Cracidae.
Živi na Kostariki i u Panami. Prirodna staništa su mu tropske i suptropske brdovite šume. Ugrožen je zbog gubitka staništa i lova.
Dug je 62-69 centimetara. Perje mu je sjajno i crne boje. Šarenica oka i noge su mu crvene boje.